# Сагай
Сагай (тат. Йорт-Тәгән, Сагай) — деревня в Слободо-Туринском районе Свердловской области России, входит в состав муниципального образования «Слободо-Туринское сельское поселение».

## Географическое положение
Деревня Сагай муниципального образования «Слободо-Туринского района» Свердловской области расположена в 30 километрах (по автотрассе в 47 километрах) к юго-востоку от села Туринская Слобода, на берегу озера Тегень. В половодье автомобильное сообщение с деревней затруднено.

## История деревни
В настоящее время деревня входит в состав муниципального образования «Слободо-Туринское сельское поселение».
В деревне находится конеферма.

## Население
| 2002 | 2010 | 2021 |
| ---- | ---- | ---- |
| 98   | ↘82  | ↘57  |

Национальный состав: татары — 100 %